# MW41
De MW41 (ook bekend als  ATRL, Frans: AR41) zijn de nieuwste dieseltreinstellen die op het Belgische spoorwegnet rijden. Ze werden gebouwd door Gec Alstom Transporte Barcelona in 2000-2002. De kleurstelling is gelijk aan de elektrische MS96. De stellen kunnen in treinschakeling rijden, weliswaar — in tegenstelling met de MS96 — zonder doorloopkop.

## Materieel
De reeks 41 bestaat uit tweedelige treinstellen, maar wordt desondanks vaak aangeduid als motorwagens (MW). De reeks 41 is het enige treinstel voor de niet-geëlektrificeerde lijnen in België. Deze treinstellen lenen zich goed voor L-treindiensten wegens hun sterk acceleratievermogen.
Er zijn 96 stellen gebouwd van dit type: aanvankelijk 80 en later nog een bijbestelling van 16 stuks.
De eersteklasse-afdeling verschilt van de tweede klasse in een andere stoelbekleding. De treinstellen beschikken over airconditioning.
De MW41 is gevoelig voor kleine brandjes. Op 18 en 19 mei 2007 brandden er respectievelijk in Berchem en in Geel twee motorwagens uit. Er was nog een ander uitgebrand exemplaar, het stond in de uitwijkbundel van Hasselt (uitgebrand te Mol in 2003).

## Inzet

### Heden
Sinds 2002 rijden ze op de volgende lijnen:
- Aalst – Burst (alle treinen, niet in de zomervakantie) (spoorlijn 82)
- Mol – Hasselt (Spoorlijn 15)
- Gent-Sint-Pieters – Oudenaarde – Ronse (S51 + P-treinen) (spoorlijn 86)
- Gent-Sint-Pieters – Eeklo (S51 + P-treinen) (spoorlijn 58)
- Gent-Sint-Pieters – Zottegem – Geraardsbergen (S52 + P-treinen) (spoorlijn 122)
- Charleroi-Centraal – Couvin (S64 + P-treinen) (spoorlijnen 132 en 134)

Ze worden soms ook ingezet op geëlektrificeerde lijnen:
- Antwerpen-Centraal - Hamont (60% van de treinen, wordt geleidelijk afgebouwd)[2]
- Charleroi-Centraal - La Louvière - Luttre (S62)
- Charleroi-Centraal - Erquelinnes (S63 + P-treinen)
- Gembloers - Jemeppe-sur-Sambre (P-treinen)
- Geraardsbergen - Denderleeuw - Gent-Sint-Pieters (2 P-treinen) (spoorlijn 90 & 50A)
- Aalst - Geraardsbergen (één P-trein tijdens de avondspits)
- Gent-Sint-Pieters - Lokeren (S53-treinen in afwisseling met Desiro's)
- Toeristen- of studententreinen tussen Noord-Limburg en andere delen van het land.

### Verleden
Op de volgende lijnen werden ze tot de elektrificatie ook ingezet:
- Antwerpen-Centraal – Mol (S33) (geëlektrificeerd in 2015) (Spoorlijn 15)

Op de volgende lijnen werden ze ingezet omdat er tot de komst van de MS08 geen treinstellen beschikbaar waren die onder 25 kV wisselstroom konden rijden en geschikt waren voor L-treinen (de NMBS beschikte toen wel over de MS96 maar deze waren bedoeld voor IC-diensten, onder andere naar Frankrijk).
Deze lijnen werden geëlektrificeerd onder 25 kV ten behoeve van zware goederentreinen.
- Dinant – Bertrix – (Libramont) (L-11) (ingezet tot 2012) (Spoorlijn 166)
- Libramont – Bertrix – Virton - Athus - Aarlen (L-13) (ingezet tot 2012) (Spoorlijn 165)

## Toekomst
In 2018 is de elektrificatie van spoorlijn 19 gestart en in 2019 is de elektrificatie van spoorlijn 15 gestart. Op deze lijn kan in de toekomst met elektrisch materieel gereden worden waardoor er in de Kempen geen dieseltreinen meer zullen worden ingezet voor passagiersdiensten.
De NMBS heeft in 2022 een aanbesteding uitgeschreven voor een accutrein, de MR30, die na 2030 op de overblijvende niet-geëlektrificeerde lijnen de MW41 moet vervangen.

## Trivia
- De tevredenheid inzake comfort en lichtsterkte van de tl-lampen van de reizigers over deze treinstellen is nogal verdeeld. De MW41'en worden weleens playmobils genoemd, omdat ze binnenin grotendeels uit plastic bestaan. Een andere bijnaam is de 'wasmachine', vanwege de trillingen bij het stationair draaien van de motoren (bij stilstand). In de Senaat werden vragen gesteld over de technische problemen die zouden spelen bij de treinstellen.[5]
- Op 1 januari 2004 werd op Belgische treinen een algemeen rookverbod van kracht. Hoewel deze wet dus nog niet van toepassing was toen de MW41 in 2000-2002 zijn intrede deed, was dit type trein reeds vanaf het begin volledig rookvrij, een rokersafdeling is er nooit geweest.
- De treinstellen zouden (na een nacht stilgestaan te hebben) dikwijls moeilijk of niet opstarten. Als oplossing blijven ze de hele nacht door draaien of worden ze heel vroeg opgestart. De motoren maken veel lawaai en zorgen dan ook voor grote ontevredenheid bij buurtbewoners van rangeersporen waar deze treinen staan opgesteld. Zo werd er in 2018 door buurtbewoners uit Geraardsbergen een klachtenbrief naar NMBS verstuurd om dit probleem op te lossen.[6]

## Afbeeldingen

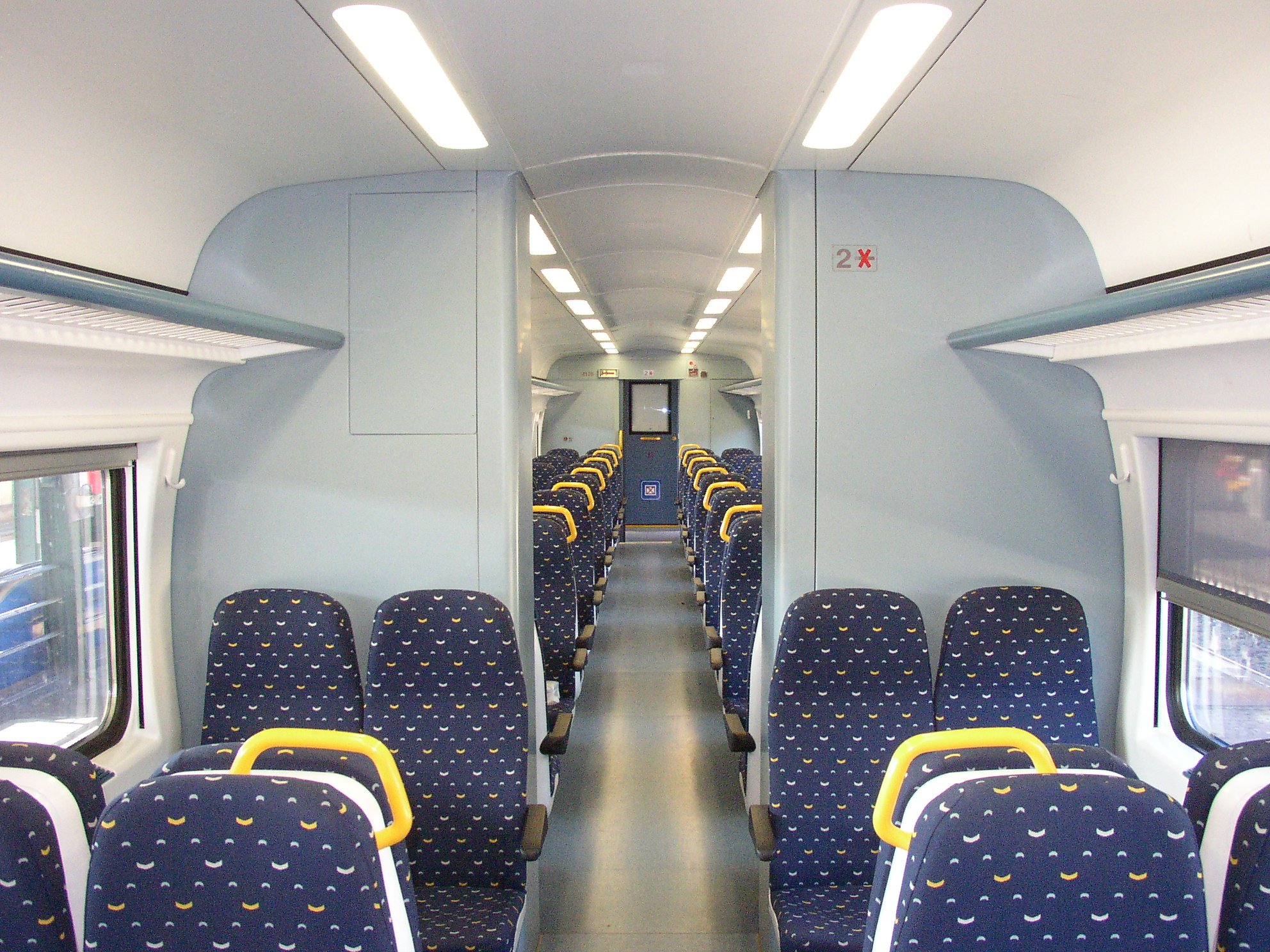
Interieur 2e klasse.
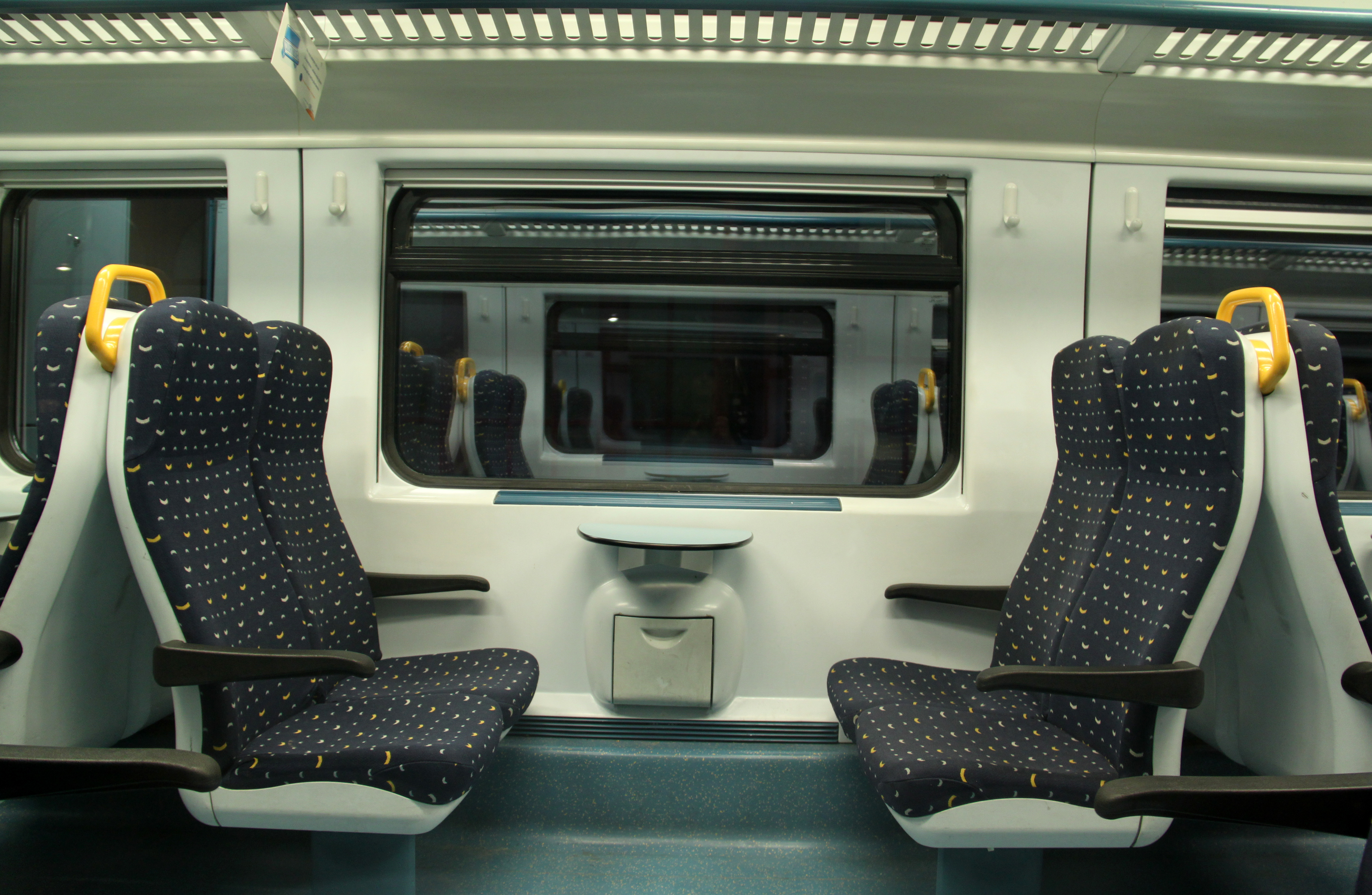
Interieur 2e klasse.
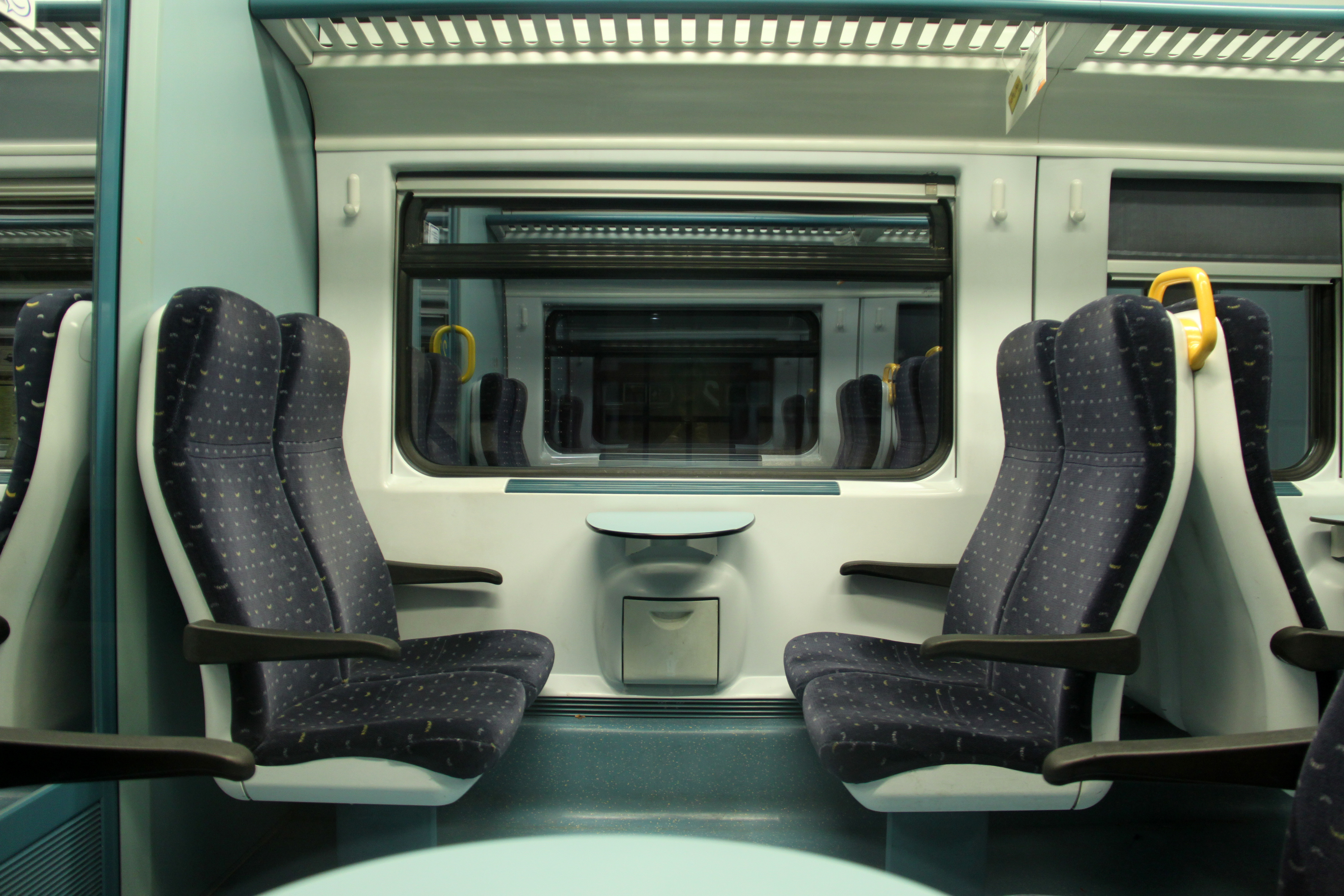
Interieur 1e klasse.
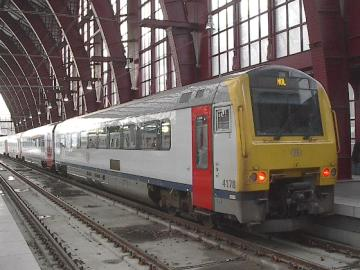
Reeks 41 in station Antwerpen-Centraal.
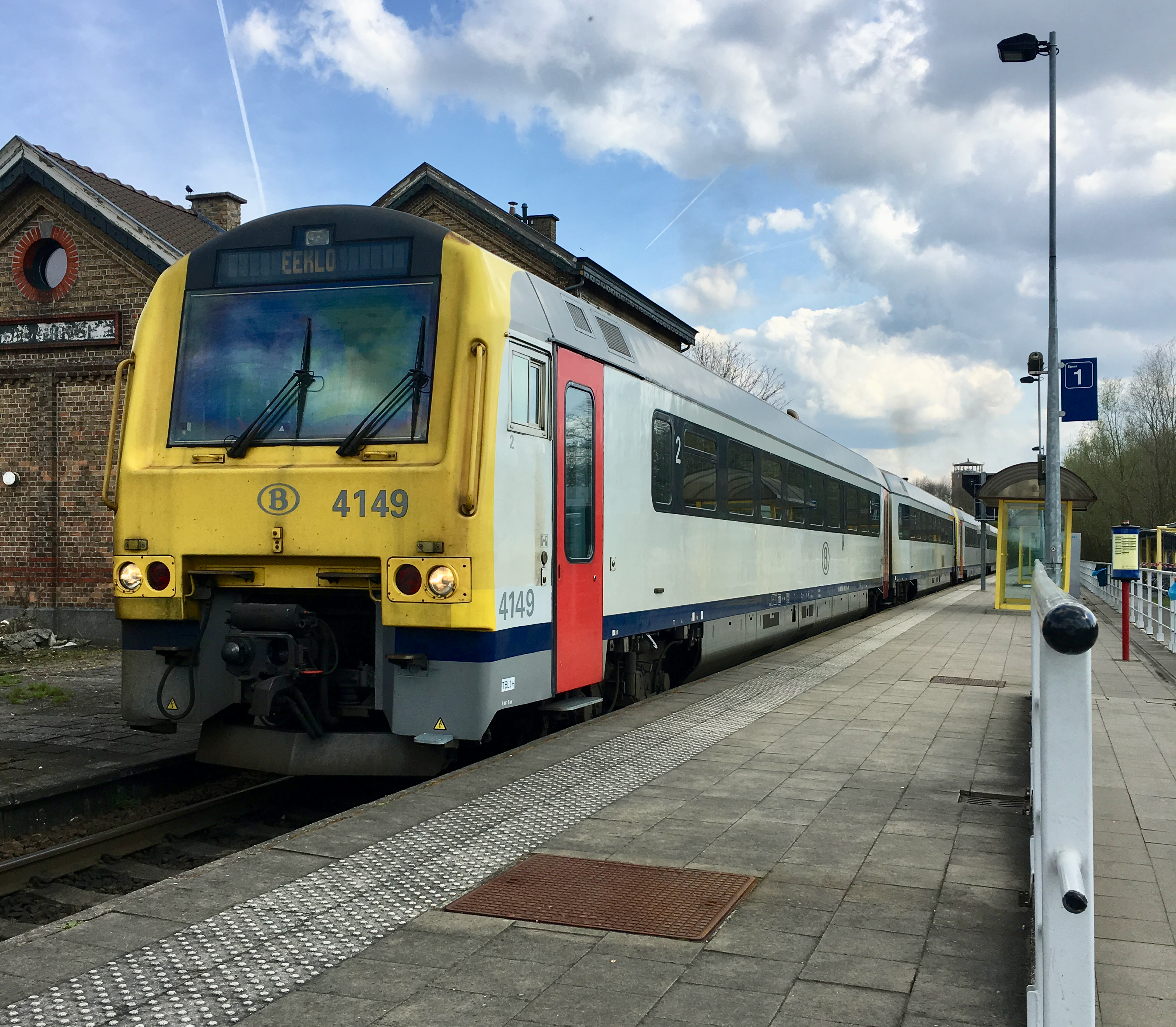
Reeks 41 in station Sleidinge.
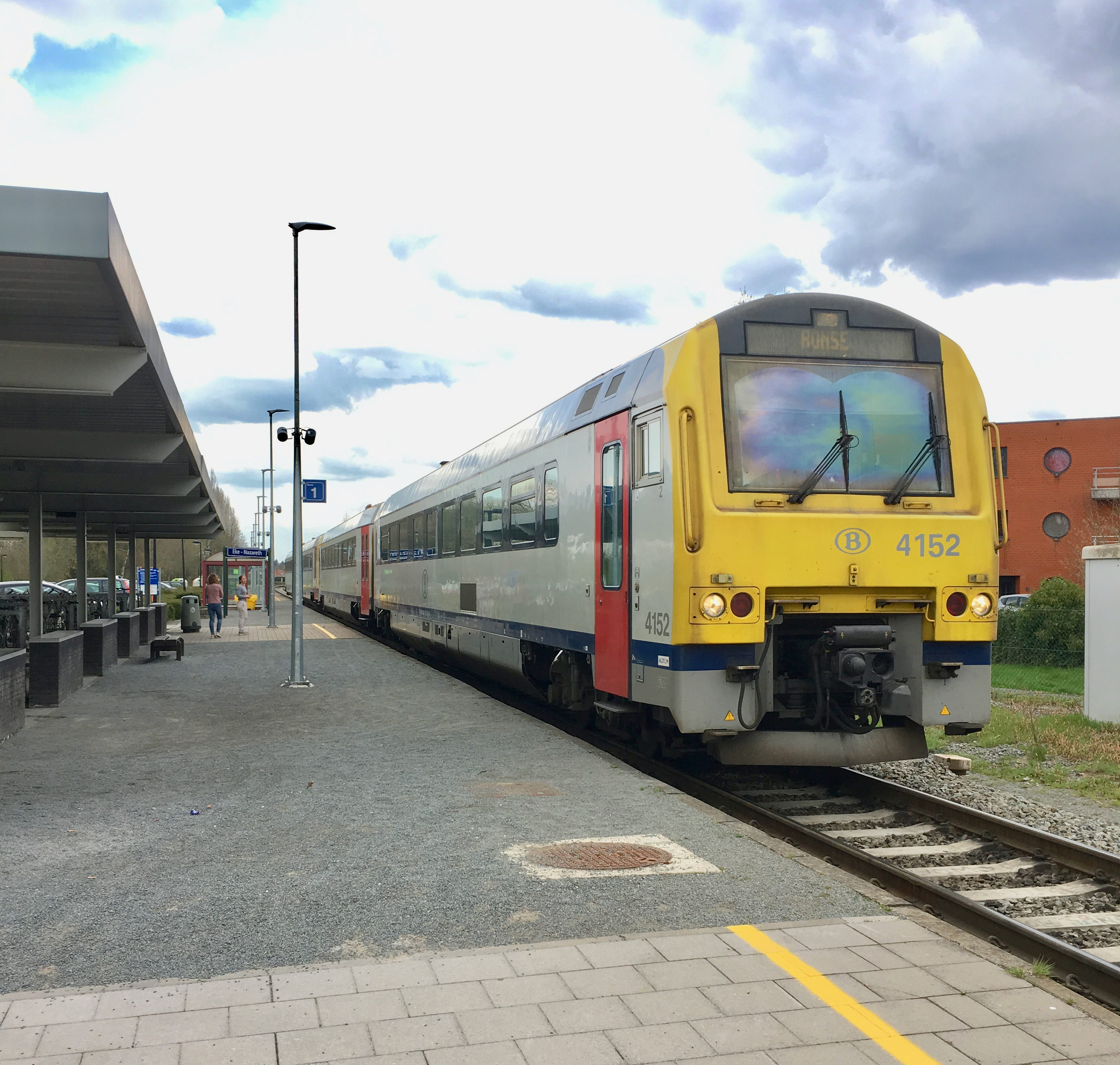
Reeks 41 in station Eke-Nazareth.
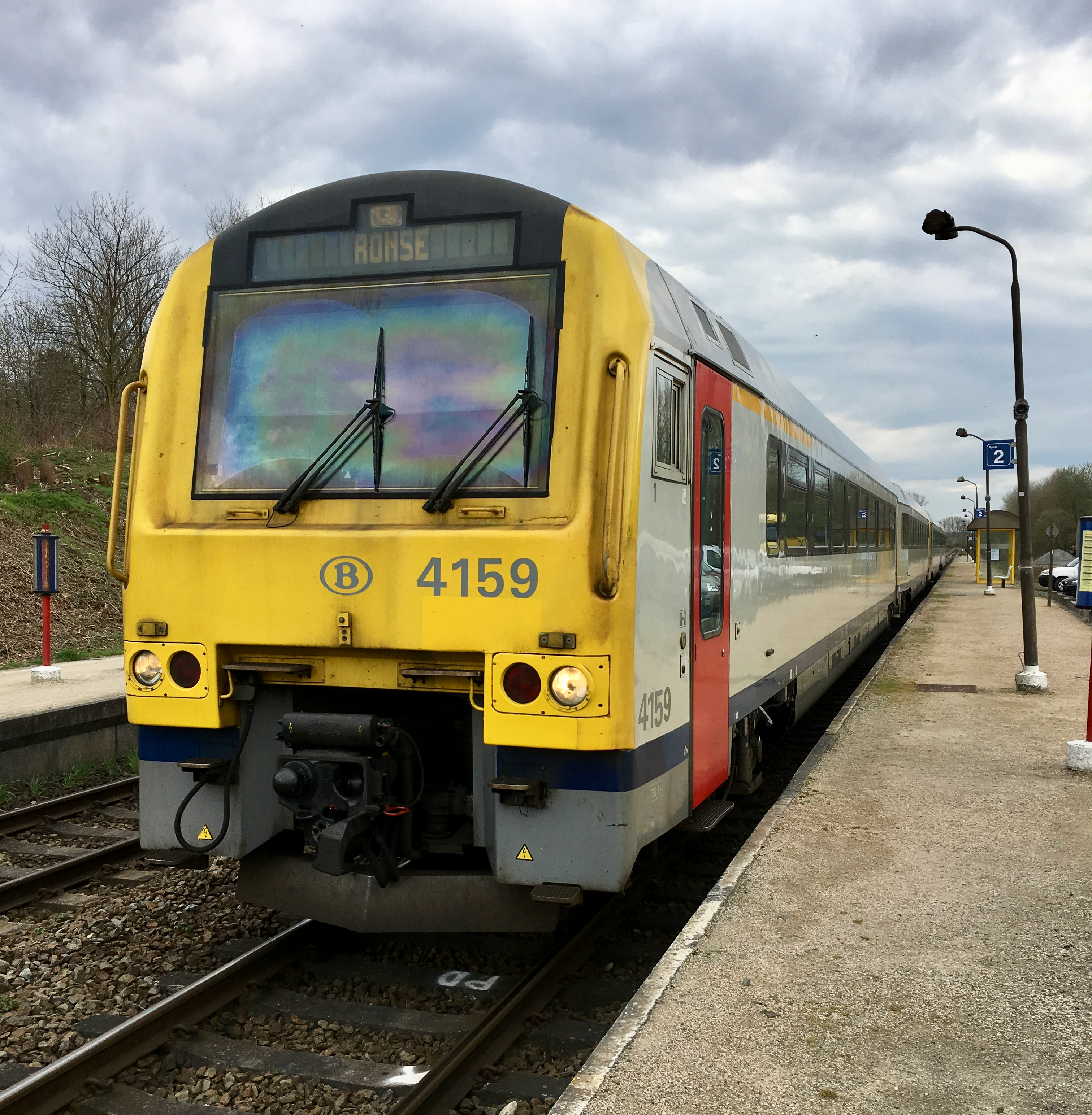
Reeks 41 in station Moortsele.
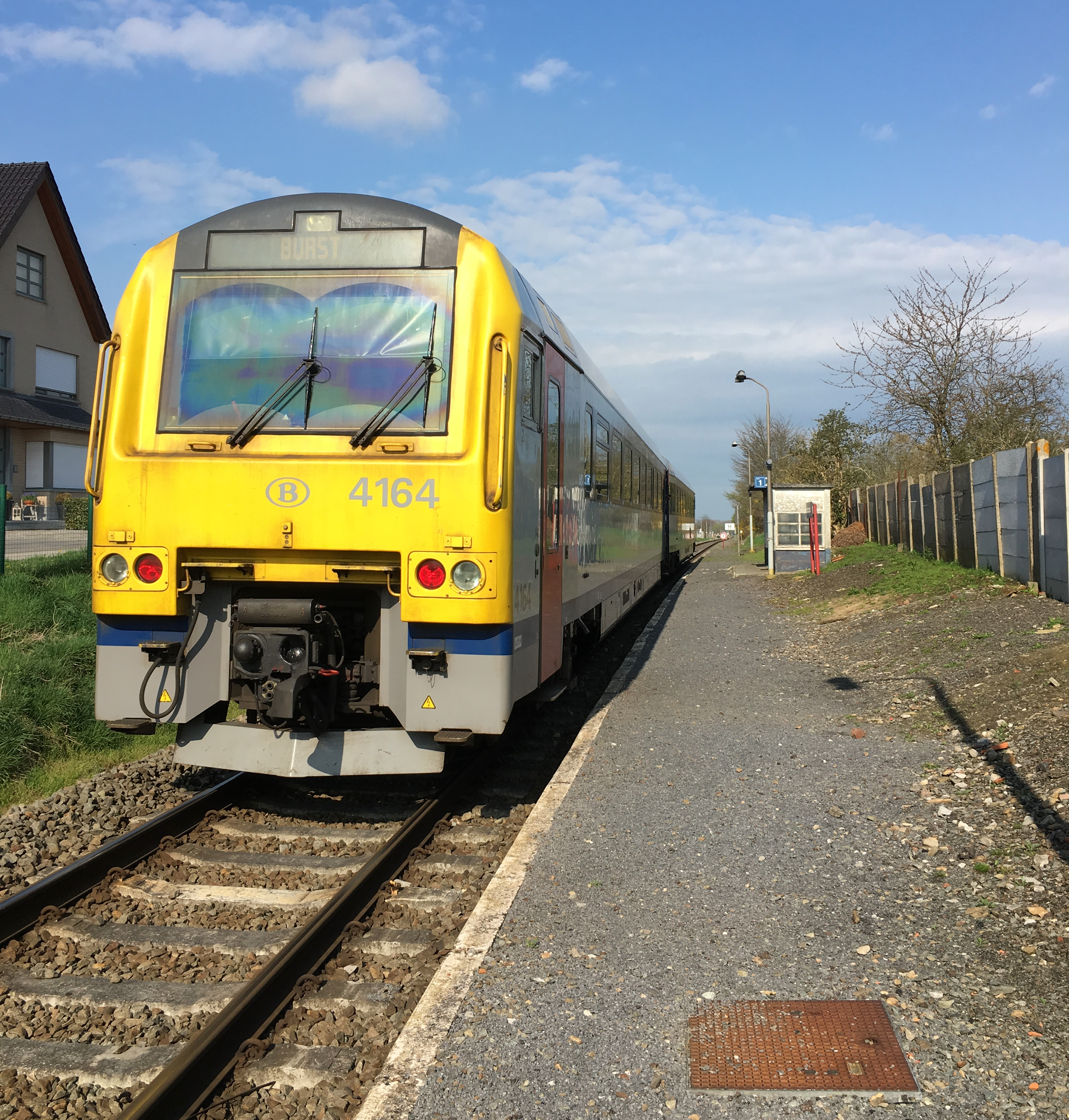
Reeks 41 in station Bambrugge.
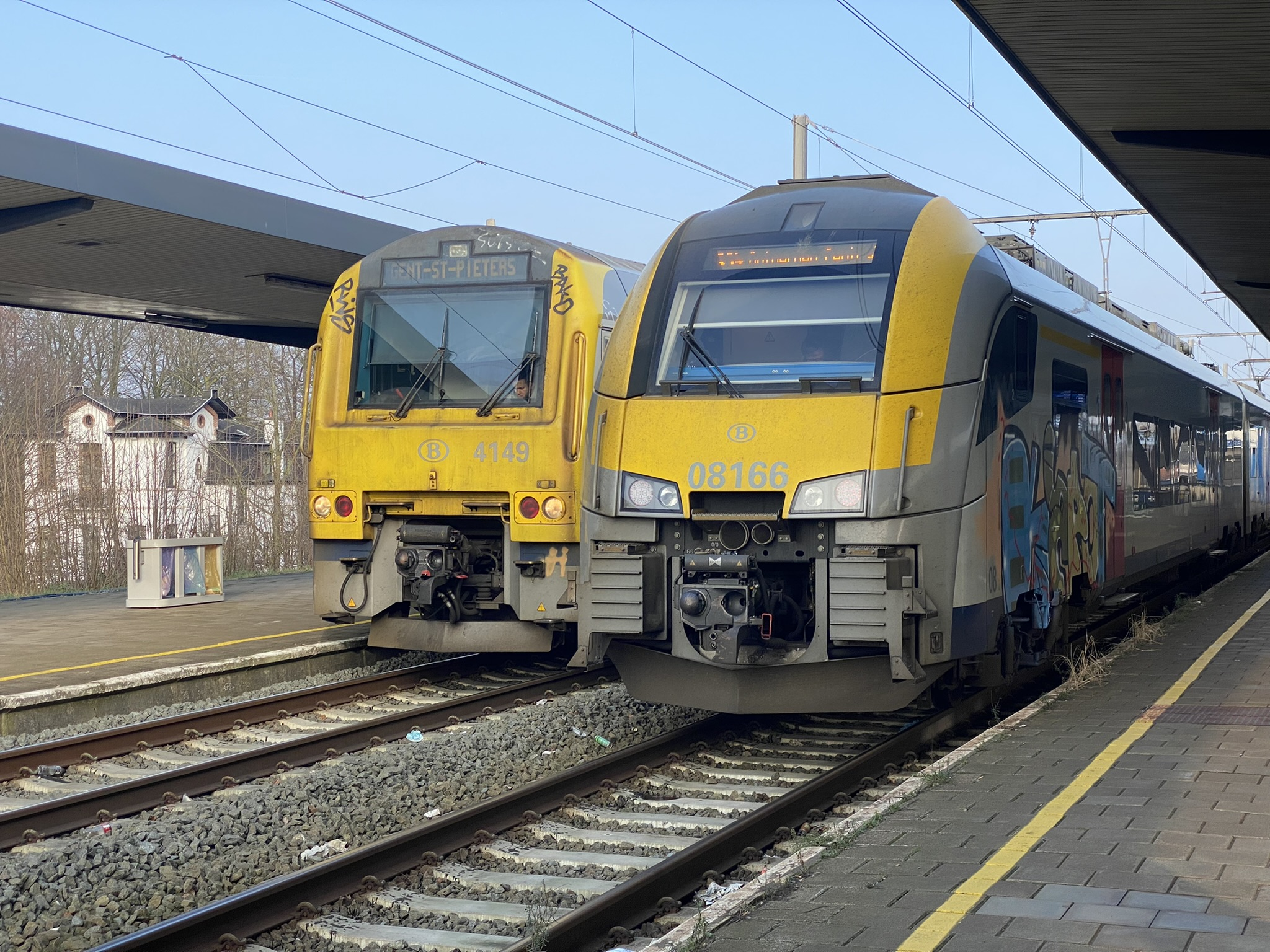
Reeks 41 (links) naast een Desiro in station Lokeren.
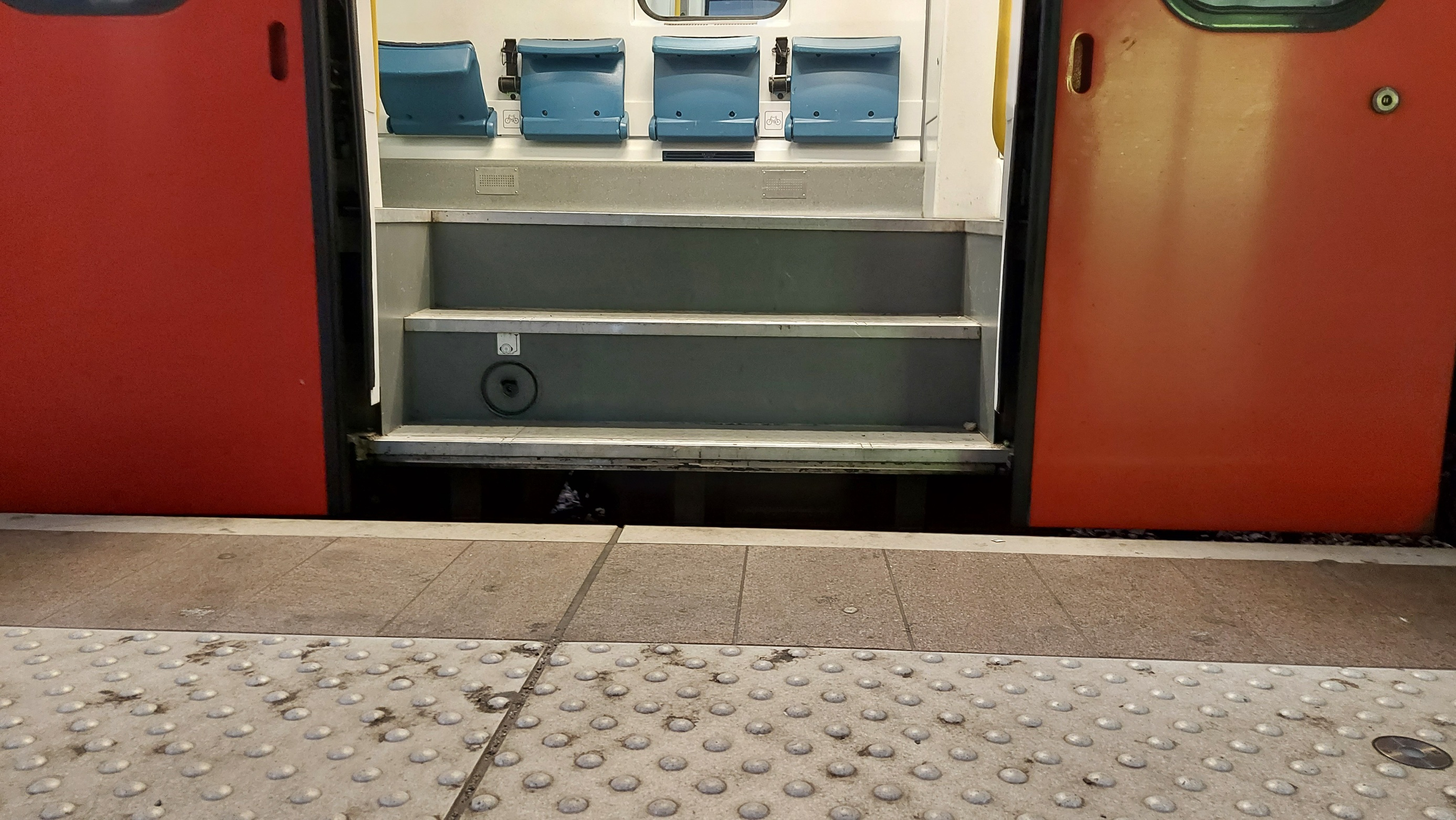
MW41-treinstel: toegang naar fietsplaatsen, 2,5 interne treden, 50 cm boven 76cm-perron